# Xyela curva
Xyela curva is een vliesvleugelig insect uit de familie van de Xyelidae. De wetenschappelijke naam van de soort is voor het eerst geldig gepubliceerd in 1938 door Benson.